# Wüstenbrander SV 1862
Der Wüstenbrander SV 1862 ist ein Sportverein aus dem Ortsteil Wüstenbrand der Stadt Hohenstein-Ernstthal im Landkreis Zwickau in Sachsen. Der Verein besitzt unter anderem Sparten für Fußball, Tanzen, Volleyball, Badminton, Turnen, Kegeln und Billard.

## Geschichte
Der Vereinsname bezieht sich auf den 1862 gegründeten Turnverein Wüstenbrand der seit 1912 eine Fußballabteilung besaß. Nach der Auflösung aller Vereine durch die sowjetische Besatzungsmacht bildete sich 1945 als Nachfolgeverein die Sportgruppe (SG) Wüstenbrand. Aus dieser wurde später die BSG Fortschritt Wüstenbrand. Der Name Fortschritt verwies auf die Zugehörigkeit des Trägerbetriebs VEB Wirkwarenfabrik Vinora Wüstenbrand zur Textilbranche. 1990 wurde aus der BSG der heutige Sportverein.

## Fußballabteilung
In der Saison 1947/48 spielte die SG Wüstenbrand in der Bezirksliga Chemnitz, die damals zur höchsten Ligenebene in der Sowjetischen Besatzungszone gehörte, und belegte in der Staffel Chemnitz den 11. Platz. Diese Platzierung reichte nicht für die Qualifikation zur Bezirksliga Chemnitz der Folgesaison. In der Folgezeit spielten die SG Wüstenbrand bzw. die BSG Fortschritt Wüstenbrand weitgehend nur noch unterklassig. In den beiden Spielzeiten 1968/69 und 1972/73 spielte die BSG für jeweils eine Saison in der damals viertklassigen Bezirksklasse Chemnitz 3. Der Wüstenbrander SV spielte von 2005 bis 2008 in der Bezirksklasse und seitdem in der Kreisliga Zwickau.